# نونسان
نونسان هي مدينة في كوريا الجنوبية، تتبع مقاطعة تشنغتشونغ الجنوبية، بلغ عدد سكانها 124,246 نسمة في 2015، تبلغ مساحتها 554.82 كيلومتر مربع.